# 洋紫荊

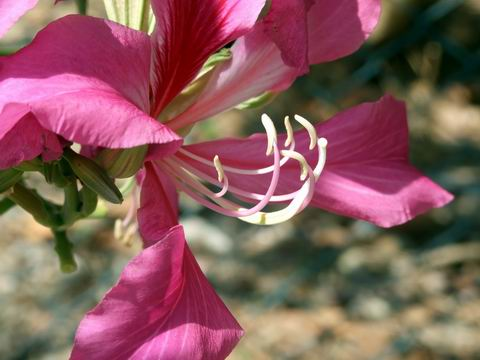
洋紫荊有5枚雄蕊
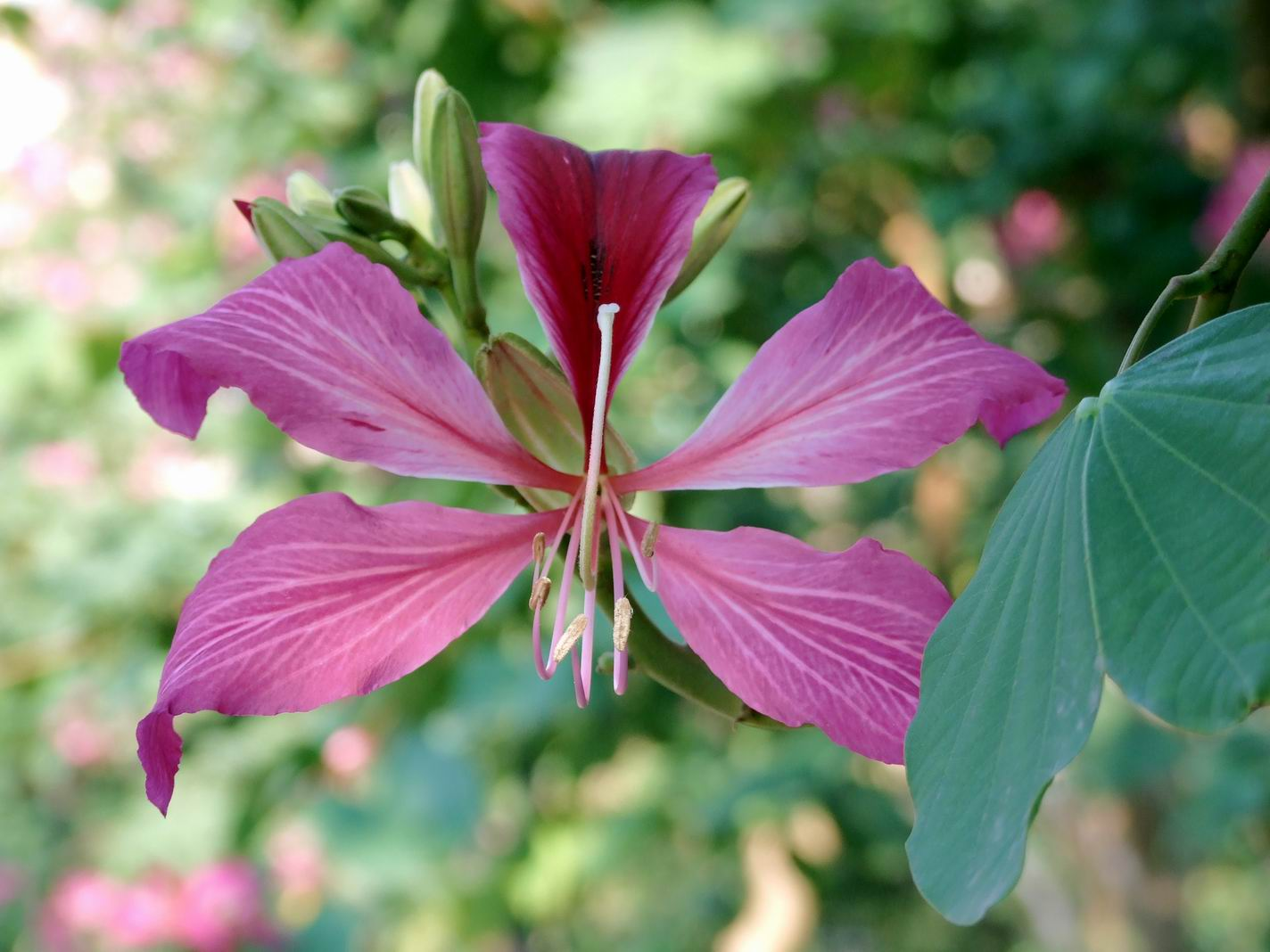
洋紫荊有5片花瓣
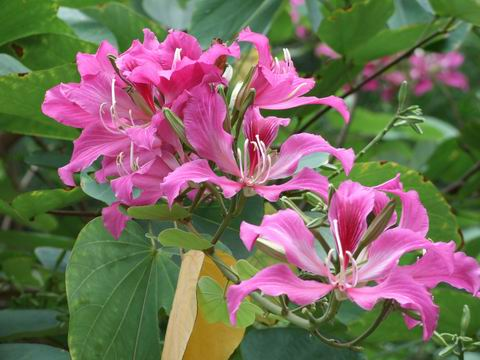
盛放的洋紫荊
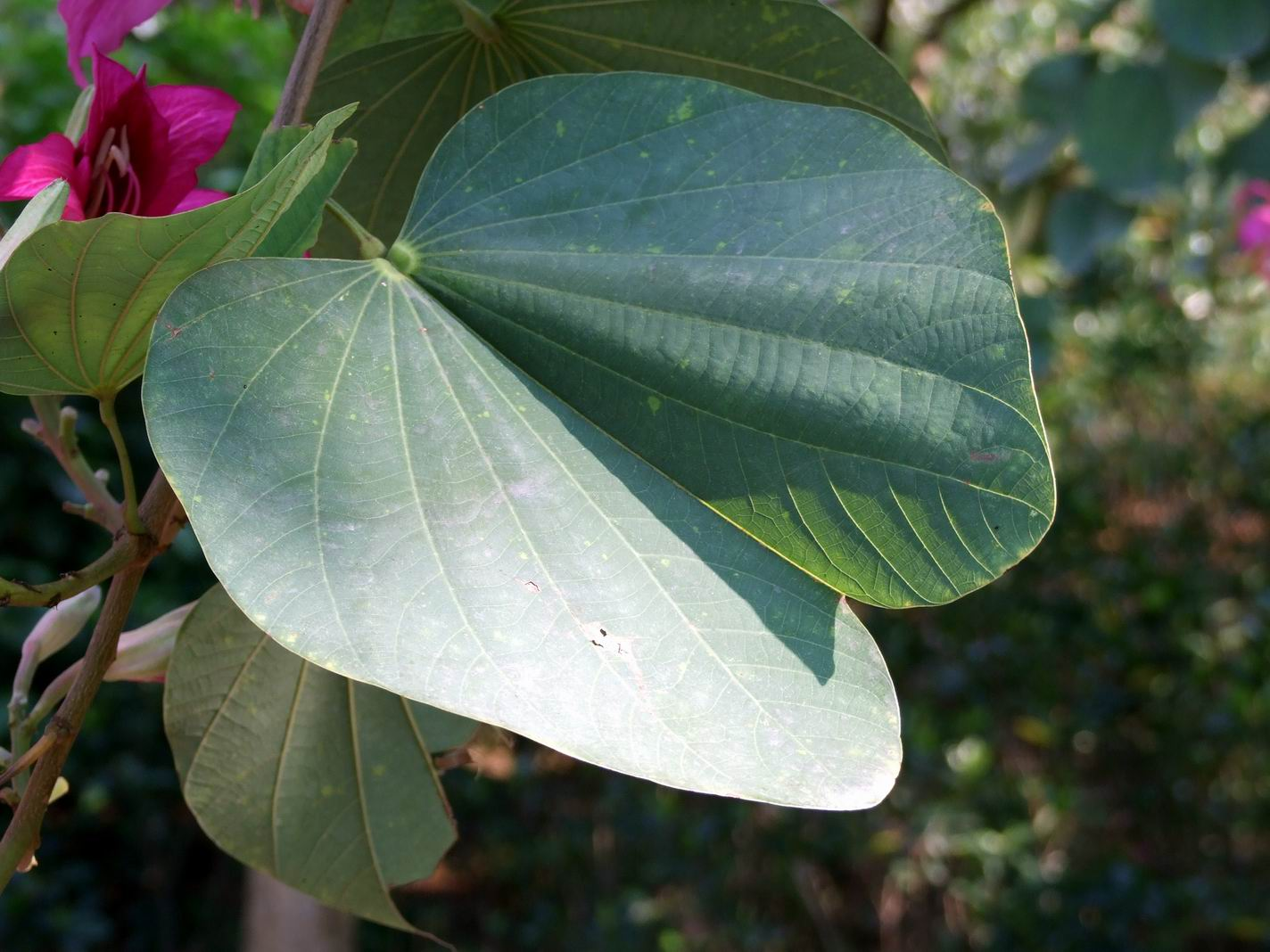
洋紫荊的葉片

洋紫荊，别名香港蘭（英語：Hong Kong Orchid Tree），英文名：，是豆科羊蹄甲屬的有花植物，屬於常綠喬木，於香港首次發現，因而在1965年獲定為香港市花。該樹現廣泛作為行道樹進行栽培，其花大而艷麗。此花乃紅花羊蹄甲（B. purpurea）與宮粉羊蹄甲（B. variegata）雜交而成的品種，與大部分雜交種一樣有無法自然繁殖的問題；其花粉因缺少特定染色體而一般無法結果，如能結出莢果（長15至30公分）亦通常不帶種子、無法成熟。

## 名稱

### 同屬三個種的中文名稱
羊蹄甲属中有3个种的中文名经常被混淆导致混乱，以下為它們在兩岸三地較常用的中文譯名：
-{zh-hans;zh-hant|
| 學名                | 大陆             | 香港       | 台灣   |
| ------------------- | ---------------- | ---------- | ------ |
| Bauhinia purpurea   | 羊蹄甲           | 紅花羊蹄甲 | 洋紫荆 |
| Bauhinia variegata  | 洋紫荊、宫粉紫荆 | 宮粉羊蹄甲 | 羊蹄甲 |
| Bauhinia × blakeana | 紅花羊蹄甲       | 洋紫荊     | 艷紫荊 |

}-
就以上所見，單“洋紫荆”一詞就分別指三種不同的羊蹄甲屬植物。

### 與紫荊的名稱混淆
洋紫荊作為香港法定代表花卉，在《香港特別行政區基本法》第一章第十條提述香港區旗及區徽時被稱作「紫荆花」，英文版則使用泛指羊蹄甲屬的“bauhinia”。然而“紫荆花”一名除在中國南方多泛指羊蹄甲屬外，也可以泛指紫荆亚科的其他花卉，甚至特指紫荊屬物種紫荊（Cercis chinensis）的花。紫荊與洋紫荊兩個物種的花朵外觀有顯著分別，但因中國大陆媒体多依照“紫荆花”一名来宣传香港市花，引致部分中國大陆民眾誤以為香港市花為紫荊的花。

## 歷史
洋紫荊首先在1880年左右於香港島薄扶林鋼綫灣由一名巴黎外方傳教會的神父發現，並且以插技方式移植到在薄扶林道的伯大尼修道院。1908年，當時的植物及林務部總監鄧恩（S.T. Dunn）將洋紫荊判定為新物種，並且於《植物學報》（英國及外國）第46卷，324至326頁（Journal of Botany）發表有關資料。人們將洋紫荊的拉丁文學名的种加詞命名為（Blakeana），以紀念熱愛研究植物的第12任香港總督卜力（Sir Henry Arthur Blake）伉儷。現存於漁農自然護理署香港植物標本室編號 Hong Kong Herb. No.1722 的模式標本，相信該標本是最初發現的原樹標本。
1964年，市政局議員在會議中提議香港應要有自己的代表性花卉，並提出多種生長於香港的花卉以供甄選，經過半年多的甄選及開會討論，市政局常務會議一致通過，建議選用洋紫荊，之後提交香港政府考慮，香港政府於1965年1月19日宣布接納提議，洋紫荊自此成為香港市花，並開始在香港大量種植作為市區綠化之用。1973年，市政局將洋紫荊作為徽號，並且成為市政局旗幟上的圖案，寓意香港這個遠東海港，有如該棵於1880年唯一一次於野外發現的洋紫荊一樣唯一和珍貴。此特有品種在1967年引入台灣，並在1984年成為嘉義市的市花及市樹。
2004年，香港大學的Carol P. Y. Lau、Lawrence Ramsden及Richard M. K. Saunders於美國植物學會的植物學術期刊（American Journal of Botany）發表研究文章，從洋紫荊的外部、花朵及種子的形態，以及其繁殖能力及基因序列與紅花羊蹄甲和宮粉羊蹄甲作對比及分析，證實洋紫荊並非獨立品種，而只是前述兩個品種雜交而成的混種。提出更正洋紫荊的學名為“Bauhinia purpurea × variegata 'Blakeana', cv. nov.”（cv.（cultivarietas）指栽種變種，nov.（nova）表示這個是新的名稱）。

## 形態特徵

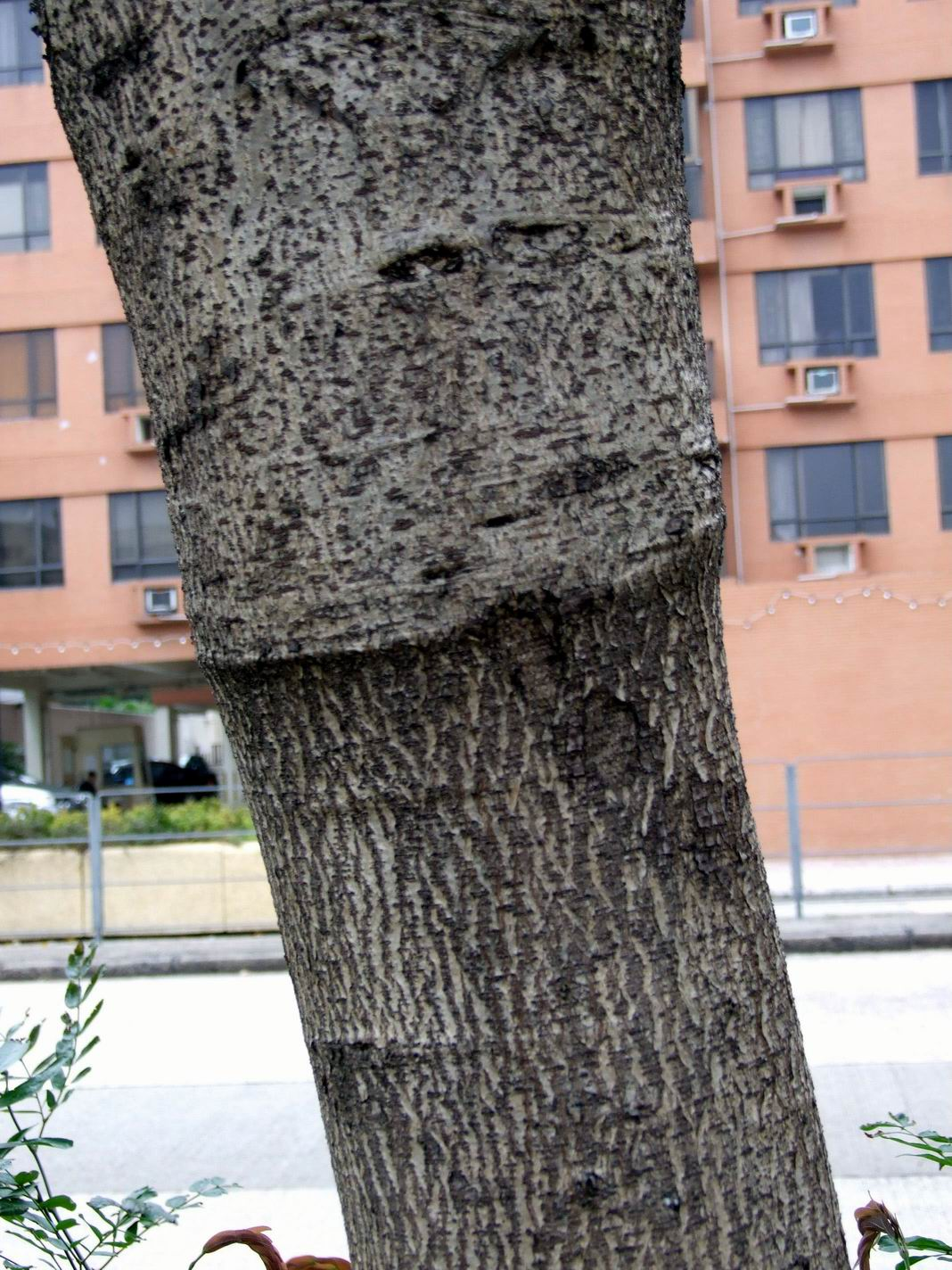
採用嫁接法繁殖的洋紫荊可憑樹皮顏色及質地找到接合處

洋紫荊是常綠喬木，株高一般可達5米，樹身的高度可達10米，幹長彎曲或平出，生長迅速。單葉互生，先端分岔，由頂端深裂成心形，約8至15厘米長，約等寬，大而薄，葉脈明顯，全綠，相信是由兩片小葉合併而成。由於葉面像心形，因此有些人會稱之為聰明葉，並用以製作書簽。
洋紫荊總狀花序頂生或腋生，花萼管狀，單側開裂成佛燄苞狀。花瓣5片，較寬，鮮豔紫紅色，具有香氣，上花瓣（旗瓣）有深紫色的脈紋，其餘四片脈紋較淺，有雄蕊5枚，通常不结果。由於花朵貌似蘭花，因此也有香港蘭之稱。
香港有長出莢果的洋紫荊。洋紫荊結果現象在大埔區出現。種植洋紫荊旁有結果的紅花羊蹄甲、開花的白花羊蹄甲和宮粉羊蹄甲，同一地方有4個羊蹄甲屬的品種。在大埔河畔見到結果洋紫荊共有3棵，莢果的數量甚多，並且有很多的位置與花並存。莢果很多未長大已萎縮，而打開莢果內裡沒有種子和沒有繁殖能力。
洋紫荊的葉較羊蹄甲的大，上端葉緣較尖，喜好高溫，常栽培在日照充足的地方，夏季乾旱期要多補充水分，病蟲害少。花期約在10月開始，而且花期頗長，由每年的11月初至翌年3月。
由於混種植物不能自行繁殖，這亦即是表示，現時香港所有的洋紫荊都是該棵於1880年首次於野外發現（亦是唯一一次於野外發現）的洋紫荊的複製品。因此，洋紫荊的基因池受到侷限，這也是洋紫荊對病菌的抗抵力較弱的原因。另一個問題是洋紫荊和其他羊蹄甲屬的樹木一樣，木質較弱，在風暴下較易倒塌，由於香港位處西太平洋颱風帶，所以在廣泛種植時便需要考慮風災的問題，應避免種植在當風的位置。

## 象徵圖案
早在1965年1月，香港政府宣布採納市政局的提議把洋紫荊定為香港市花，1973年經改組後的市政局也選用洋紫荊作為標誌。1990年代香港教育電視中學英文科片頭以花卉系列為主題，其中中學二年級版本為洋紫荊（Bauhinia Series）。1997年後香港特別行政區繼續採納洋紫荊的元素作為區徽、區旗及硬幣的設計圖案。香港金融管理局标志的主体图案也是一朵洋紫荊。香港會議展覽中心新翼面向維多利亞港一面對開為金紫荊廣場，放有象徵香港主權移交的洋紫荊雕像。
洋紫荊在1967年引入台灣，並在1984年成為嘉義市的市花及市樹。台灣的國立中正大學及國立臺灣科技大學也是使用洋紫荊作為校花。

## 照片

### 洋紫荊
- 洋紫荊有5枚雄蕊
- 洋紫荊有5片花瓣
- 盛放的洋紫荊
- 洋紫荊的葉片

### 徽章及旗幟

香港市政局標誌
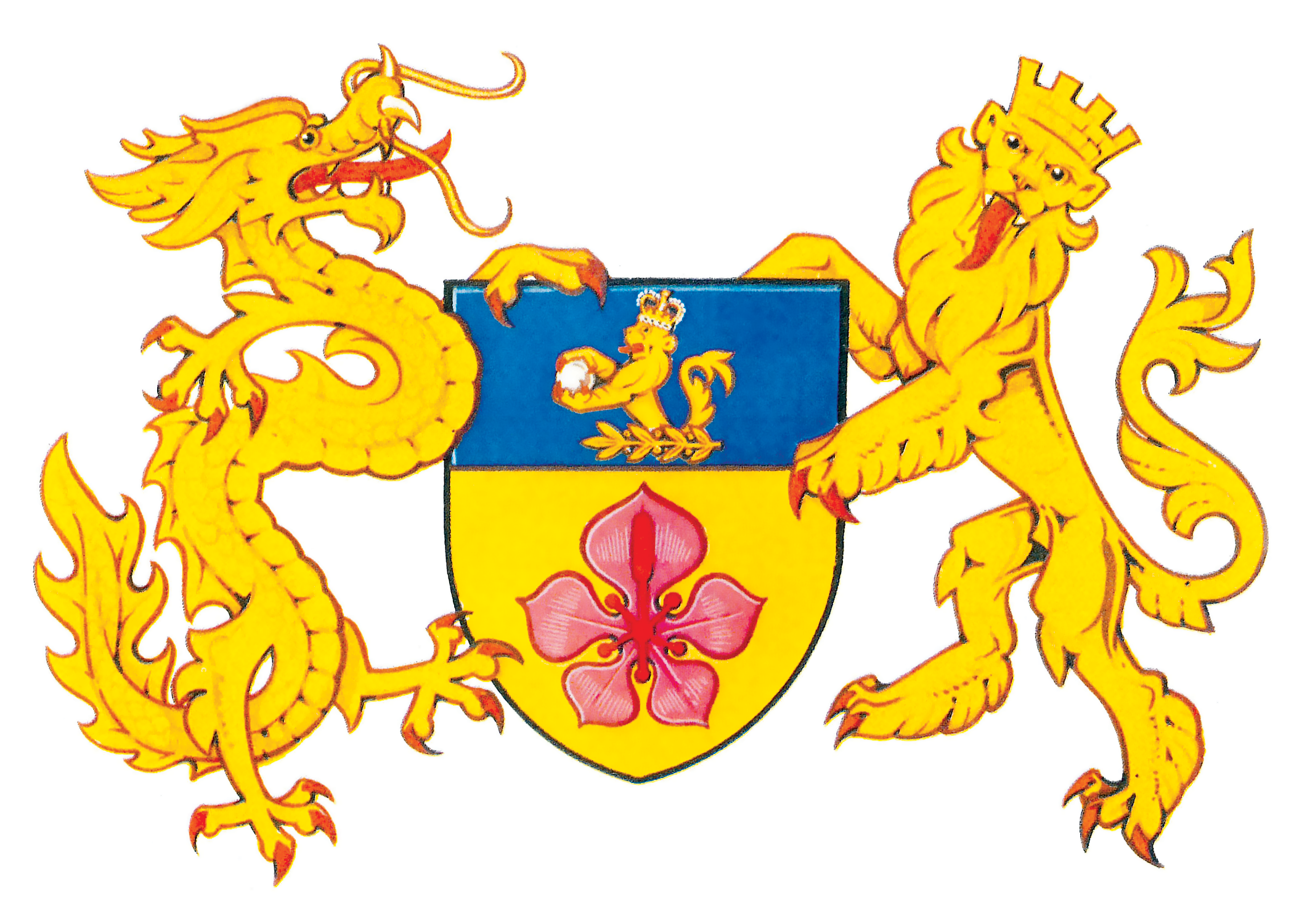
英國紋章院於1979年頒給香港市政局的紋章
香港特别行政区区旗
香港特別行政區區徽
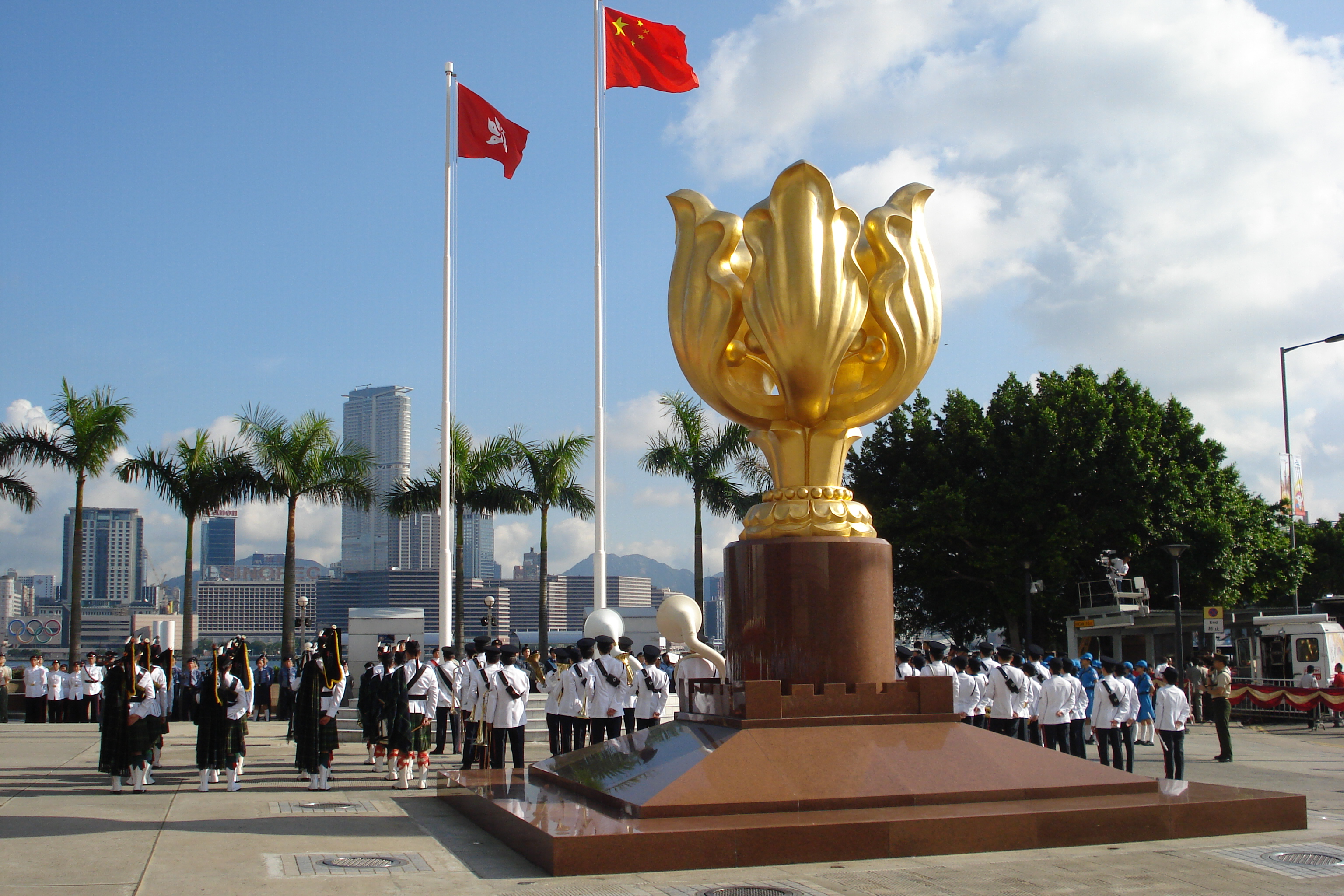
金紫荆广场上的洋紫荊雕塑“永遠盛開的紫荊花”
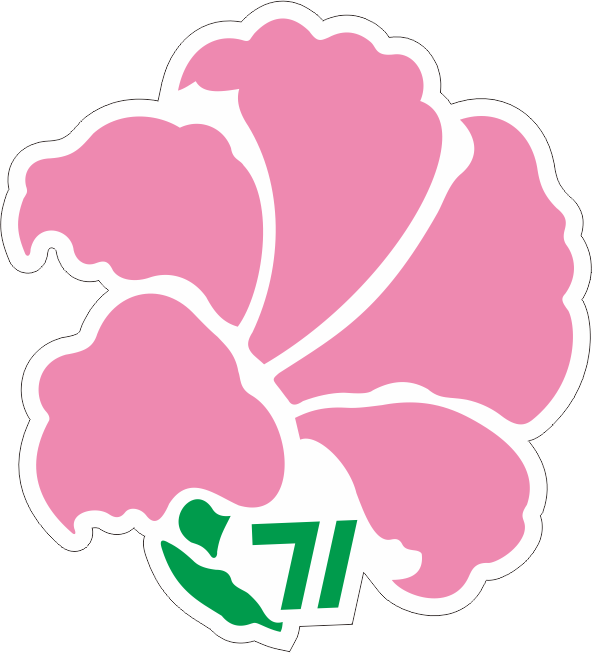
嘉義市市花標誌

### 引用
1. ↑  漁農自然護理署. . 漁農自然護理署. 2015-07-14  [2016-01-31]. （原始内容存档于2021-03-23）.
2. 1 2  . 立場新聞. 2020-12-16  [2023-02-16]. （原始内容存档于2023-02-16）.
3. 1 2  Ken Lau. . Ken Lau手記.   [2018-02-12]. （原始内容存档于2020-08-06）.
4. ↑  . 中国科学院植物研究所.   [2011-10-24]. （原始内容存档于2016-03-04）.
5. ↑  . 香港漁農自然護理署.   [2011-10-24].[永久]
6. ↑  . 國立台灣大學生態學與演化生物學研究所.   [2011-10-24]. （原始内容存档于2016-03-05）.
7. ↑  . 中国科学院昆明植物研究所.   [2011-10-24].[永久]
8. ↑  . 中科院华南植物园. 2018-03-07  [2023-05-05]. （原始内容存档于2023-02-16）.
9. ↑  . 香港漁農自然護理署.   [2011-10-24].[永久]
10. ↑  . 國立台灣大學生態學與演化生物學研究所.   [2011-10-24]. （原始内容存档于2015-06-20）.
11. ↑  . 中国科学院植物研究所.   [2011-10-24]. （原始内容存档于2016-03-04）.
12. ↑  . 香港漁農自然護理署.   [2011-10-24].[永久]
13. ↑  . 國立中正大學.   [2011-10-24]. （原始内容存档于2011-09-09）.
14. ↑   (PDF). www.elegislation.gov.hk. 律政司.   [2022-07-25]. （原始内容存档 (PDF)于2018-09-29）.
15. ↑  . TNL. 2021-01-09  [2023-02-16].
16. ↑  . 工商晚報. 1964-09-19  [2023-02-07]. （原始内容存档于2023-02-07）.
17. ↑  . 工商日報. 1965-01-20  [2023-02-07]. （原始内容存档于2023-02-07）.
18. ↑  . 工商晚報. 1965-04-06  [2023-02-07].
19. ↑  Hybrid origin of "Bauhinia blakeana"（Leguminosae: Caesalpinioideae）, inferred using morphological, reproductive, and molecular data （页面存档备份，存于）  - Carol P. Y. Lau, Lawrence Ramsden及Richard M. K. Saunders發表於美國植物學會植物學術期刊的文章
20. ↑  《植下希望》，藍天圖書出版，鄭植著，2008年7月。26頁。ISBN 978-988-8010-07-3
21. 1 2  . 龍虎山環境教育中心.   [2023-02-21].[]
22. ↑  黎存志. . 發展局. 2021-09-15  [2023-02-21].
23. ↑  .   [2006-11-08]. （原始内容存档于2011-08-05）.

### 書籍
- 《細說洋紫荊》，詹志勇 著，天地圖書有限公司，ISBN 988-211-328-1.
- 《樹影花蹤－九龍公園樹木研習徑》，天地圖書 出版，2005年4月。20-23頁。ISBN 988211147-5.

## 外部連結
- 香港市花洋紫荊的故事
- 市徽與市花-認識嘉義-嘉義市政府 （页面存档备份，存于）
- 百年洋紫荊
- 樹木谷：洋紫荊
- 洋紫荊（英文）
- 詳細的豔紫荊介紹 （页面存档备份，存于）
- 紅花羊蹄甲, Honghuayangtijia （页面存档备份，存于） 藥用植物圖像數據庫 (香港浸會大學中醫藥學院) （繁體中文）（英文）
- 洋紫荊被去洋化變紫荊花 學者：兩品種極大分別 香港01 （繁體中文）